# Dragging Canoe
Dragging Canoe (ᏥᏳ ᎦᏅᏏᏂ, udtalt Tsiyu Gansini, "han trækker sin kano") (født o. 1738, død 29. februar 1792) var en cherokeehøvding, som anførte en gruppe utilfredse cherokee-indianere mod kolonister og USA-nybyggere i det Øvre Syd af det nuværende USA.
Under den amerikanske revolution og årene derefter fik Dragging Canoes styrker undertiden tilslutning fra øvre muskogee, chickasaw, shawnee og indianere fra andre stammer/nationer foruden britiske loyalister og agenter fra Frankrig og Spanien. Rækken af konflikter varede i omkring ti år efter den amerikanske uafhængighedskrig. Dragging Canoe blev den mest betydende krigerhøvding blandt indianere i sydøst på sin tid. Han fungerede som krigerhøvding for chickamauga-cherokee (eller "nedre cherokee") fra 1777 til sin død i 1792, hvor han blev afløst af John Watts.

## Opvækst
Han var søn af Attakullakulla ("Lille Tømrer"), som var født i nipissing-stammen. Han og hans mor blev taget til fange, da han var spæd, og de blev optaget i cherokee-stammen og blev assimileret her. Hans mor var Nionne Ollie ("Tæmmet Doe"), født i natchez-stammen og taget til fange og optaget i Oconostotas familie.
De levede sammen med "overbakke-cherokee" ved Lille Tennessee-floden. Dragging Canoe pådrog sig i en ung alder kopper, og hans ansigt forblev arret efter sygdommen. Ifølge cherokee-overleveringen var hans navn afledt af en hændelse i hans tidlige barndom. Da han ønskede at deltage i krigen mod en nabostamme, shawnee, sagde hans far til ham, at han kunne følge med krigerne, så længe han kunne bære sin kano. Han forsøgte at bevise, at han er klar til at gå i krig ved at bære den tunge kano, men han kunne kun klare at trække den.

## Krigshøvding for cherokee
Dragging Canoe deltog første gang i slaget under anglo-cherokee-krigen (1759-1761). I perioden herefter blev han kendt som en af de farligste til at angribe bosættere fra de britiske kolonier på cherokee-landområde. Han blev høvding over Mialoquo ("Store Ø-by" eller "Amoyeli Egwa" på cherokee) i Lille Tennessee-floden.
Da cherokee-indianerne valgte at alliere sig med briterne under den amerikanske revolution, anførte Dragging Canoe et af de største angreb. Efter de koloniale militsers modangreb, som ødelagde det centrale cherokee-område samt dalen og de nedre byer, var hans far og Oconostota indstillet på at forhandle om fred. Han nægtede selv at erkende nederlaget, og i stedet anførte Dragging Canoe i 1777 en gruppe af overbakke-cherokee'er væk af byerne og længere mod syd. De udvandrede til et område syv kilometer længere oppe ad flode, hvor South Chickamauga Creek løber ud i Tennesseefloden i nærheden af det nuværende Chattanooga. Derefter kaldte pionerne dem "chickamauga" på grund af deres bosættelse ved bækken. De oprettede 11 byer, herunder den, der senere blev omtalt som "Gamle Chickamauga-by". Den lå ved floden over for det sted, hvor skotten John McDonald, britisk opsynsmand i området, havde en handelsstation. Han forsynede chickamauga-indianerne med kanoner, ammunition og andre krigsfornødenheder.
I foråret 1779 anførte Evan Shelby en gruppe pionerer fra Virginia og North Carolina for at ødelægge Dragging Canoes chickamauga-byer. Shelby beskrev deres succes i et brev til Patrick Henry, hvor det blandt andet lyder: "[[[Chickamauga|chickamauga-cherokee]] er] svækket, så de af pligtfølelse og vilje er klar til at forhandle om fred med de forenede stater."
I 1782 blev deres byer for anden gang angrebet af amerikanske styrker. De ødelæggelser, oberst John Seviers tropper forårsagede, tvang gruppen til endnu engang at flytte længere nede ad Tennesseefloden. Dragging Canoe grundlagde derpå de "Fem Nedre Byer" neden for forhindringerne, der fandtes naturligt i Tennessee River Gorge. Disse byer var Running Water (nu Whiteside), Nickajack (i nærheden af hulen af samme navn), Long Island (på Tennesseefloden), Crow (ved mundingen af Crow Creek) og Lookout Mountain (på det sted, hvor nu Trenton, Georgia, ligger). Efter denne flytning blev de også omtalt som "nedre cherokee."
Fra sin base i Running Water anførte Dragging Canoe angreb på hvide bebyggelser over hele det sydøstlige USA, især mod kolonister ved floderne Holston, Watauga og Nolichucky i det østlige Tennessee. Efter 1780 angreb han også bosættelser i området ved Cumberland River, Washington District (South Carolina) samt State of Franklin i det centrale Tennessee, og han hærgede desuden i Kentucky og Virginia. Hans tre brødre, Little Owl, Badger og Turtle-at-Home kæmpede ofte sammen med ham.

## Død
Dragging Canoe døde 29. februar 1792 i Running Water på grund af udmattelse (eller muligvis et hjerteanfald) efter at have danset hele natten for at fejre den nylige indgåelse af en alliance med muskogee og choctaw. Han ikke havde taget chickasaw med i alliancen. Chickamaugaerne fejrede også en nylig sejr for en af deres krigergrupper mod Cumberland-bosættelserne.

## Eftertiden
Historikere såsom John P. Brown i Old Frontiers og James Mooney i hans tidlige etnografiske bog, Myths of the Cherokee, opfatter Dragging Canoe som rollemodel for den yngre Tecumseh, der hørte til en gruppe shawnee, der levede sammen med chickamaugaerne og deltog i deres krige. I Tell Them They Lie, en bog skrevet af en direkte efterkommer af Sequoyah, Traveller Bird, omtales både Tecumseh og Sequoyah som hørende til blandt hans Dragging Canoes unge krigere.